# Cyclantheropsis parviflora
Cyclantheropsis parviflora är en gurkväxtart som först beskrevs av Célestin Alfred Cogniaux, och fick sitt nu gällande namn av Hermann August Theodor Harms. Cyclantheropsis parviflora ingår i släktet Cyclantheropsis, och familjen gurkväxter. Inga underarter finns listade i Catalogue of Life.